# Campiña del Henares

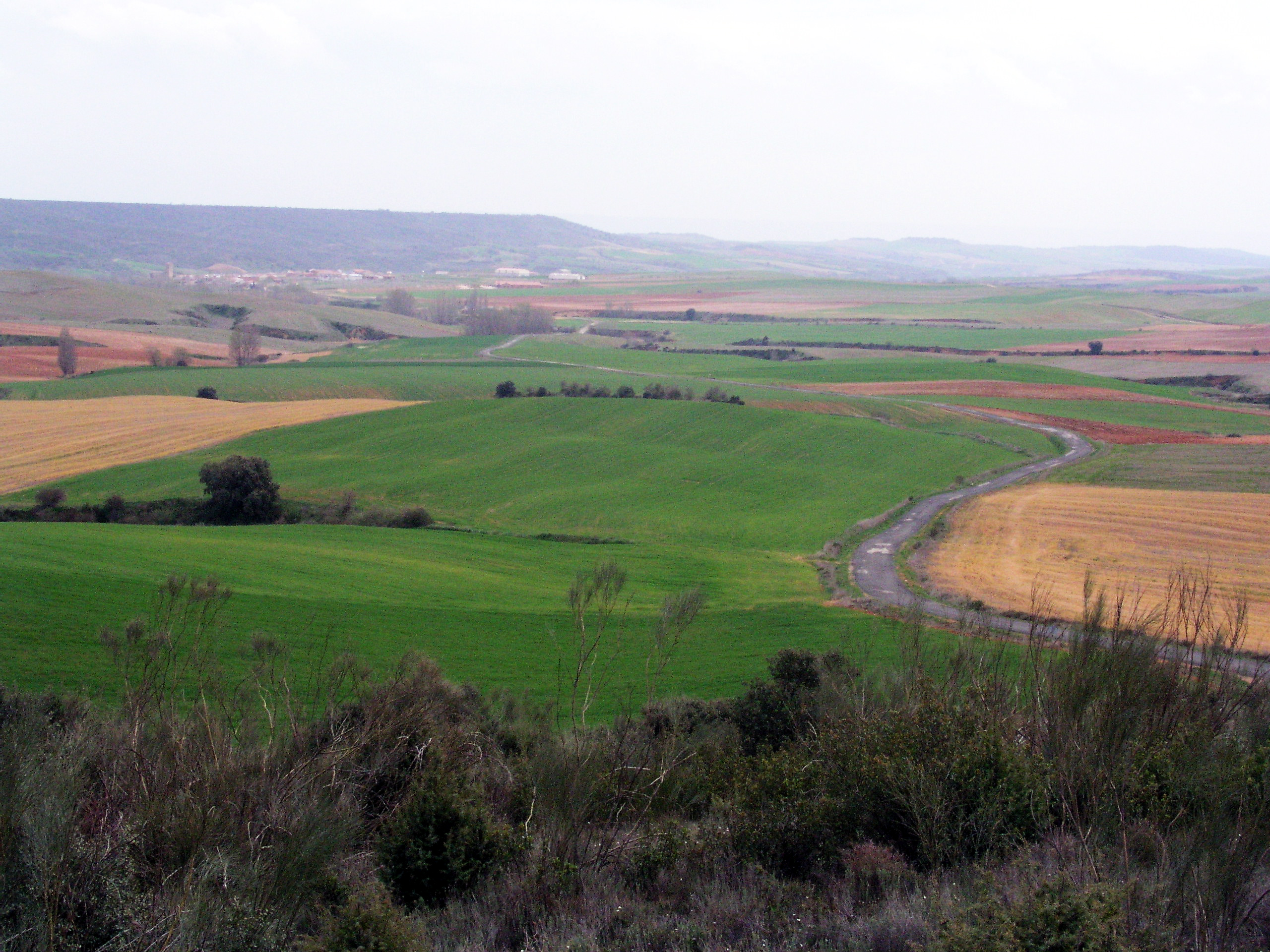
Paysage de la Campiña del Henares, près de Malaguilla et en arrière-plan La Alcarria.

La Campiña del Henares (ou simplement La Campiña), est une comarque espagnole enclavée entre l'est de la communauté de Madrid et l'ouest de la province de Guadalajara, et ayant comme limites la rive gauche de la Jarama et la rive droite de l'Henares. Cette comarque apparaît aussi parfois sous le nom de Campiña entre el Henares y el Jarama.

## Géographie

Répartition des comarques dans la province de Guadalajara.
Serranía de Guadalajara
Campiña de Guadalajara
La Alcarria de Guadalajara
Alto Tajo de Guadalajara
Señorío de Molina de Guadalajara

La Campiña del Henares dans la Communauté de Madrid (en bleu).

Cette comarque est caractérisée par la présence d'une zone de larges terrasses alluviales avec un relief légèrement vallonné et des sols riches, qui permettent une agriculture aride sur des terrains non irrigués surtout de type céréalière, à l'exception de quelques plaines alluviales fertiles où subsiste l'irrigation à une altitude moyenne d'environ 650 mètres.
Cette comarque est divisée en deux parties, dont les limites sont fixées par la frontière entre la communauté de Madrid à l'ouest et la communauté autonome de Castille-La Manche à l'est :
- la Campiña del Henares pour la communauté de Madrid
- la Campiña de Guadalajara pour la Castille-La Manche

## Économie
L'industrialisation de Madrid s'est diffusée au sud de la comarque en suivant la route nationale N-II (plus précisément la partie A-2) et la ligne de chemin de fer Madrid-Barcelone a permis au milieu du XXe siècle, l'arrivée et l'expansion des industries dans le Corredor del Henares avant de devenir le principal moteur économique de la comarque.

## Population
Les principaux centres urbains sont Alcalá de Henares, Torrejón de Ardoz, Guadalajara et Azuqueca de Henares, villes largement industrialisées et bien équipées en services. Dans les plaines, des villes-dortoirs apparaissent comme Ajalvir, Algete, Camarma de Esteruelas, Cobeña, Daganzo de Arriba, Fuente el Saz de Jarama ou Talamanca de Jarama dans la communauté de Madrid, où la croissance urbaine date d'avant les années 1990, et Alovera, Yunquera de Henares, Marchamalo, Cabanillas del Campo, El Casar, Humanes, Torrejon del Rey, Uceda ou Villanueva de la Torre, dans la province de Guadalajara, dont la croissance urbaine à augmenter surtout à partir de la fin des années 1990,,,.

## Annexe